# Sân bay Buôn Ma Thuột
Sân bay Buôn Ma Thuột (IATA: BMV, ICAO: VVBM) là một sân bay hỗn hợp quân sự và dân sự tại thành phố Buôn Ma Thuột. Sân bay có đường băng dài 3000 m, rộng 45 m có thể tiếp nhận những máy bay tầm ngắn như ATR 72, Fokker 70, tầm trung như A320, A321, B767 và có hệ thống đèn chiếu sáng phục vụ bay đêm. Sân bay này do Tổng công ty cảng hàng không Việt Nam quản lý. Trước 1975, đây là sân bay quân sự của Không quân Hoa Kỳ và Không lực Việt Nam Cộng hòa.
Năm 2023, sân bay đã phục vụ 1.400.000 lượt hành khách với 8.559 lượt tàu bay cất và hạ cánh.

## Lịch sử
Sân bay Buôn Ma Thuột nằm cách trung tâm thành phố khoảng 8 km về phía Đông Nam (với tên gọi đầu tiên là Sân bay Hòa Bình hay Phi trường Phụng Dực), theo đường quốc lộ 27 đi Đà Lạt - Lâm Đồng. Sân bay Hòa Bình do chế độ cũ xây dựng và đưa vào hoạt động từ 26/9/1972 với chức năng là Cảng Hàng không, căn cứ chỉ huy của không quân. Ngoài ra, do nó nằm ở quận hành chính Hòa Bình nên còn gọi là Phi trường Hòa Bình.
Giai đoạn thập niên 1960, Buôn Ma Thuột là địa phương hiếm hoi sở hữu đồng thời 2 sân bay là Sân bay Hoà Bình (hiện là Sân bay Buôn Ma Thuột) và phi trường Lạc Giao hoặc sân bay L19 (một phần sân đỗ hiện nay là Quảng trường 10 tháng 3)
Năm 1975, khi giải phóng Buôn Ma Thuột ở đây đã xảy ra những trận đánh ác liệt. Chỉ sau một tuần tức 17/3/1975 Quân đội Nhân dân Việt Nam mới làm chủ được cứ điểm này.
Đến ngày 10/3/1977, Hàng không dân dụng Việt Nam đã tiến hành khôi phục và khai thác trở lại với mục đích hàng không dân dụng nội địa nối liền Tây Nguyên với các trung tâm đô thị lớn của cả nước như thành phố Hồ Chí Minh, Đà Nẵng, Hà Nội.

## Vị trí địa lý
Cảng Hàng không Buôn Ma Thuột (tên giao dịch tiếng Anh: Buon Ma Thuot Airport; viết tắt: BMV) nằm ở tọa độ 12° 40’ 07" B; 108° 06’ 41" Đ. Cảng hàng không thuộc địa phận xã Hoà Thắng, tỉnh Đắk Lắk, cách trung tâm Buôn Ma Thuột 8 km về phía Đông Nam (tại cột cây số 7 trên quốc lộ 27).
Điểm quy chiếu sân bay: Là giao điểm giữa tim đường HCC 09/27 và tim đường lăn có tọa độ (theo hệ WGS-84) là: 12º40'06".18N - 108º06'59".65E độ cao trung bình so với mực nước biển là: 530 mét;
Cảng hàng không Buôn Ma Thuột giáp ranh với các thôn, buôn xã Hòa Thắng - TP. Buôn Ma Thuột; xã Hòa Đông huyện KrôngPac tỉnh Đak Lak:
- Phía Bắc giáp thôn 10, thôn 11 xã Hòa Thắng,
- Phía Đông giáp buôn Ea chuKap xã Hòa Thắng, buôn EaKmat xã Hòa Đông huyện KrôngPac,
- Phía Nam giáp thôn 7, thôn 8 xã Hòa Thắng;
- Phía Tây giáp thôn 1, thôn 3, Buôn Comleo xã Hòa Thắng;

## Các tuyến bay và các hãng hàng không
| Hãng hàng không  | Các điểm đến                                   |
| ---------------- | ---------------------------------------------- |
| Vietnam Airlines | Hà Nội, Thành phố Hồ Chí Minh, Đà Nẵng         |
| VietJet Air      | Hà Nội, Thành phố Hồ Chí Minh, Hải Phòng, Vinh |

## Cơ sở hạ tầng
Trước năm 1997, Cảng Hàng không Buôn Ma Thuột có một đường hạ cất cánh với kích thước 1.800 mét x 30 mét được cải tạo từ tháng 7 năm 1997. Đường lăn nối giữa đường hạ cất cánh và sân đỗ máy bay với kích thước 250 m x 15 m được cải tạo từ tháng 1 năm 1997. Sân đỗ máy bay với kích thước 120m x 90m có thể tiếp nhận hai máy bay ATR 72 hoặc Fokker 70 được cải tạo từ tháng 1 năm 1997. Nhà ga hành khách nằm sát sân đỗ máy bay được cải tạo từ năm 1995 với kích thước 24 m x 64 m, đảm bảo tiếp nhận 120 hành khách/giờ.
Cảng Hàng không Buôn Ma Thuột đã tiếp tục đầu tư nâng cấp, cải tạo đường hạ cất cánh có chiều dài 3.000 mét, rộng 45 mét với các trang thiết bị phụ trợ, đèn đêm, cũng như đầu tư mới thiết bị như xe thang, xe nâng hàng, xe băng chuyền, xe cứu hoả đảm bảo cho cảng hàng không này đáp ứng việc khai thác của các máy bay A320, A321 và các loại máy bay quân sự hiện đại cả ngày và đêm, sẵn sàng phục vụ nhiệm vụ phát triển kinh tế, an ninh, quốc phòng khu vực Tây Nguyên.
Nhà ga hành khách cảng hàng không Buôn Ma Thuột đã được xây mới khang trang về phía Đông của nhà ga cũ và được đưa vào khai thác từ ngày 09/12/2011. Nhà ga có công suất thiết kế 1 triệu lượt khách mỗi năm với 12 quầy làm thủ tục lên máy bay, 4 cửa ra máy bay, có thể đồng thời phục vụ 4 máy bay tầm trung.
Năm 2024, đài kiểm soát không lưu mới, với các trang thiết bị chuyên ngành đáp ứng tiêu chuẩn ICAO, đã được khánh thành nhằm thay thế cho đài không lưu cũ sắp lạc hậu. Đài mới sẽ đảm bảo năng lực điều hành bay đạt 15 lần chuyến trên một giờ, tương đương khoảng 131.000 lần chuyến trên một năm.

## Quá trình hình thành và phát triển
- Sân bay Buôn Ma Thuột do người Pháp xây dựng năm 1950. Năm 1968 Quân đội Việt Nam Cộng Hòa phục hồi lại và đưa vào sử dụng năm 1970 với chức năng là căn cứ chỉ huy không quân để thay cho Sân bay L19 tại thị xã Buôn Ma Thuột - tỉnh Đăk Lăk (với tên gọi đầu tiên là Sân bay Phụng Dực hay Hòa Bình). Cơ sở hạ tầng của sân bay Buôn Ma Thuột giai đoạn này gồm có:
  - Đường hạ, cất cánh (HCC) kích thước: 1.800m x 30m bằng bê tông nhựa bán thâm nhập;
  - Đường lăn: vuông góc đường HCC kích thước 209m x 15m bằng bê tông nhựa bán thâm nhập;
  - Sân đỗ tàu bay: Có kích thước: 128m x 120m bằng bê tông nhựa bán thâm nhập;
- Hòa bình lập lại, ngày 10/3/1977, Nhà nước đã mở lại các đường bay từ: Buôn Ma Thuột đi Hà Nội, Đà Nẵng, Thành phố Hồ Chí Minh và ngược lại, với chức năng là Sân bay hàng không dân dụng. Hoạt động khai thác tại Cảng hàng không Buôn Ma Thuột thực sự nhộn nhịp bắt đầu từ năm 2000 trở lại đây cùng với chủ trương mở cửa, đổi mới của Đảng và Nhà nước. Để đáp ứng nhu cầu đi lại bằng đường hàng không, trong các năm qua Tổng công ty Cảng hàng không Việt Nam (nay là Tổng công ty Cảng hàng không Việt Nam) đã đầu tư nhiều kinh phí để xây dựng cơ sở hạ tầng, mua sắm trang thiết bị phục vụ cho hoạt động bay tại Cảng hàng không Buôn Ma Thuột. Năm 2003, cải tạo và mở rộng đường HCC, đường lăn, sân đỗ tàu bay; lắp đặt hệ thống đèn tín hiệu khu bay để tiếp nhận các loại máy bay tầm trung như A320, A321 và tương đương cả ngày lẫn đêm. Cơ sở hạ tầng được cải tạo gồm: 
  - Đường HCC: mở rộng, kéo dài đường HCC đạt kích thước: 3.000mx 45m
  - Đường lăn mở rộng 2 bên đạt kích thước: 209m x 18m
  - Sân đỗ tàu bay mở rộng thêm đạt kích thước: 128m x 179 m;
- Quyết định số 977/QĐ-BGTVT ngày 28 tháng 4 năm 2006 của Bộ trưởng Bộ Giao thông Vận tải xác định Thành phố Buôn Ma Thuột với vị trí địa lý mang tầm chiến lược đặc biệt, vốn được mệnh danh là Thủ phủ của Tây Nguyên nên Cảng hàng không Buôn Ma Thuột được xây dựng với chức năng dùng chung cho hàng không dân dụng và nhu cầu quân sự.
- Năm 2010, khởi công dự án "Xây dựng Nhà ga hành khách mới" công suất thiết kế đạt một triệu khách/năm. Ngày 24/12/2011, Tổng công ty Cảng hàng không Miền Nam đã long trọng tổ chức khánh thành đưa nhà ga mới vào khai thác.

## Thống kê
Theo Tổng công ty cảng hàng không Việt Nam
| Năm  | Lượt hành khách thông qua |
| ---- | ------------------------- |
| 2012 | 410.000                   |
| 2013 | 535.029                   |
| 2014 | 695.000                   |
| 2015 | 830.000                   |
| 2016 | 1.220.000                 |
| 2017 | 897.173                   |
| 2018 | 909.907                   |
| 2019 | 1.003.419                 |
| 2020 | 988.400                   |
| 2021 | 591.077                   |
| 2022 | 1.400.000                 |
| 2023 | >1.400.000                |

## Sự cố hàng không tại Sân bay buôn Ma Thuột
1. Lúc 16 giờ 20 chiều ngày 25 tháng 11 năm 2013, chiếc máy bay King Air mang số hiệu VFC-750 của Công ty bay dịch vụ hàng không VASCO có 9 người, xuất phát từ Đà Lạt đến Buôn Ma Thuột đã gặp trục trặc kỹ thuật, không bung được càng nên đã buộc phải hạ cánh bằng bụng. Tổ lái đã liên hệ với mặt đất để xin hạ cánh khẩn nguy. Ngay khi nhận được tín hiệu yêu cầu trợ giúp từ đài kiểm soát không lưu, Cảng Hàng không Buôn Ma Thuột đã có lệnh đóng cửa sân bay và nhanh chóng triển khai phương án, lực lượng khẩn nguy, phối hợp với công an tỉnh, cảnh sát phòng cháy chữa cháy và các đơn vị liên quan đảm bảo cho máy bay hạ cánh an toàn.
2. Lúc 23 giờ 03 đêm ngày 29 tháng 11 năm 2018, chuyến bay VJ356 của Hãng hàng không Vietjet bay từ Thành phố Hồ Chí Minh đi Buôn Ma Thuột gặp sự cố nghiêm trọng trong quá trình hạ cánh. Theo Cục Hàng không Việt Nam, 2 bánh trước của máy bay đã bị mất trong quá trình hạ cánh, máy bay đã dừng lại an toàn tại sân bay Buôn Ma Thuột. Tổ bay đã triển khai quy trình khẩn nguy và thoát hiểm hành khách theo quy trình khai thác, toàn bộ 207 hành khách đã thoát hiểm an toàn. 6 hành khách bị chấn thương đã được kịp thời đưa vào Bệnh viện đa khoa Thiện Hạnh để kiểm tra sức khỏe. Hiện có 4 hành khách đã được xuất viện với tình trạng sức khỏe bình thường.

## Hình ảnh

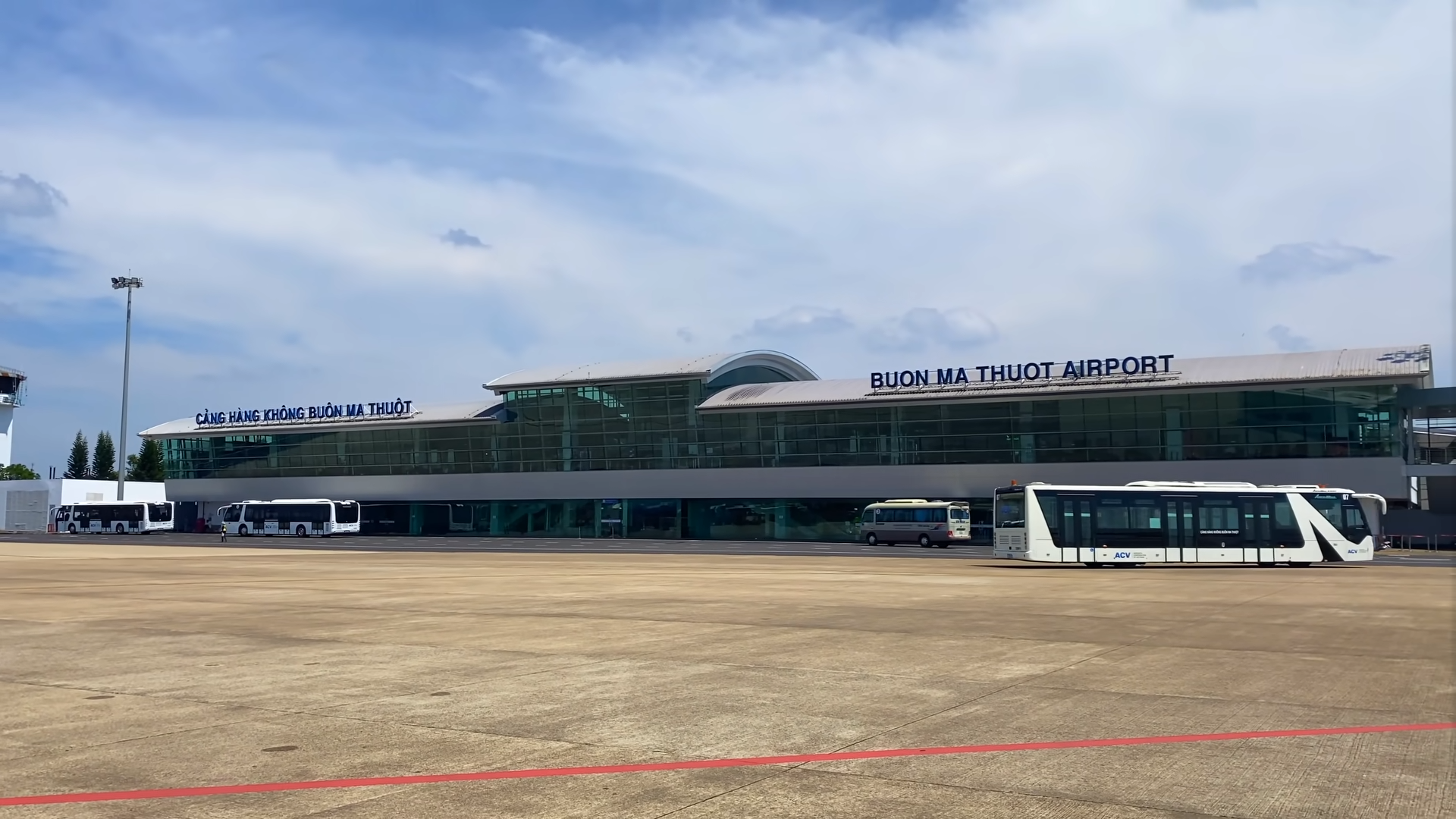
Ngoại thất nhà ga hành khách (nhìn từ sân đỗ máy bay)
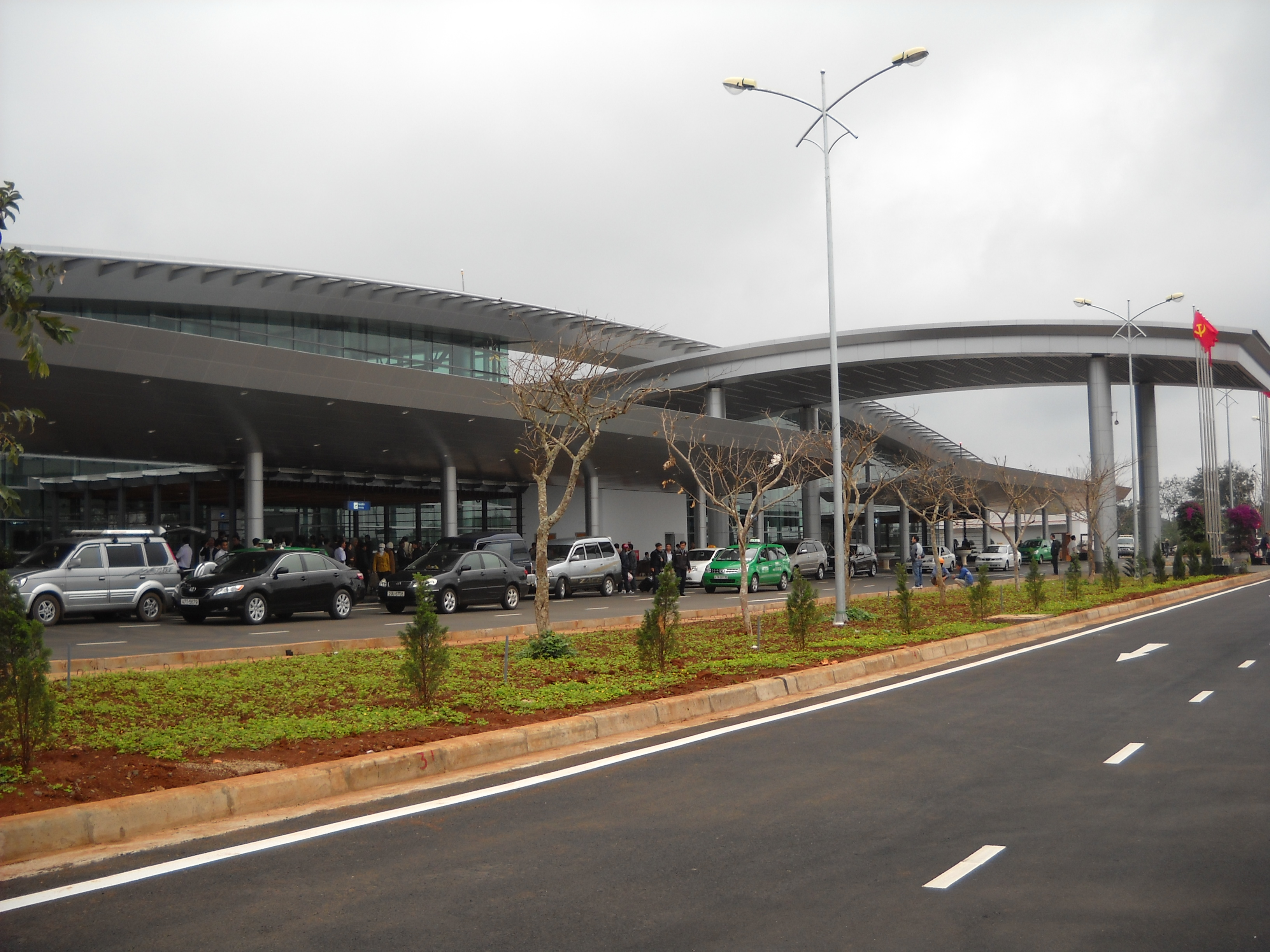
Ngoại thất nhà ga hành khách (nhìn từ bãi đỗ xe)
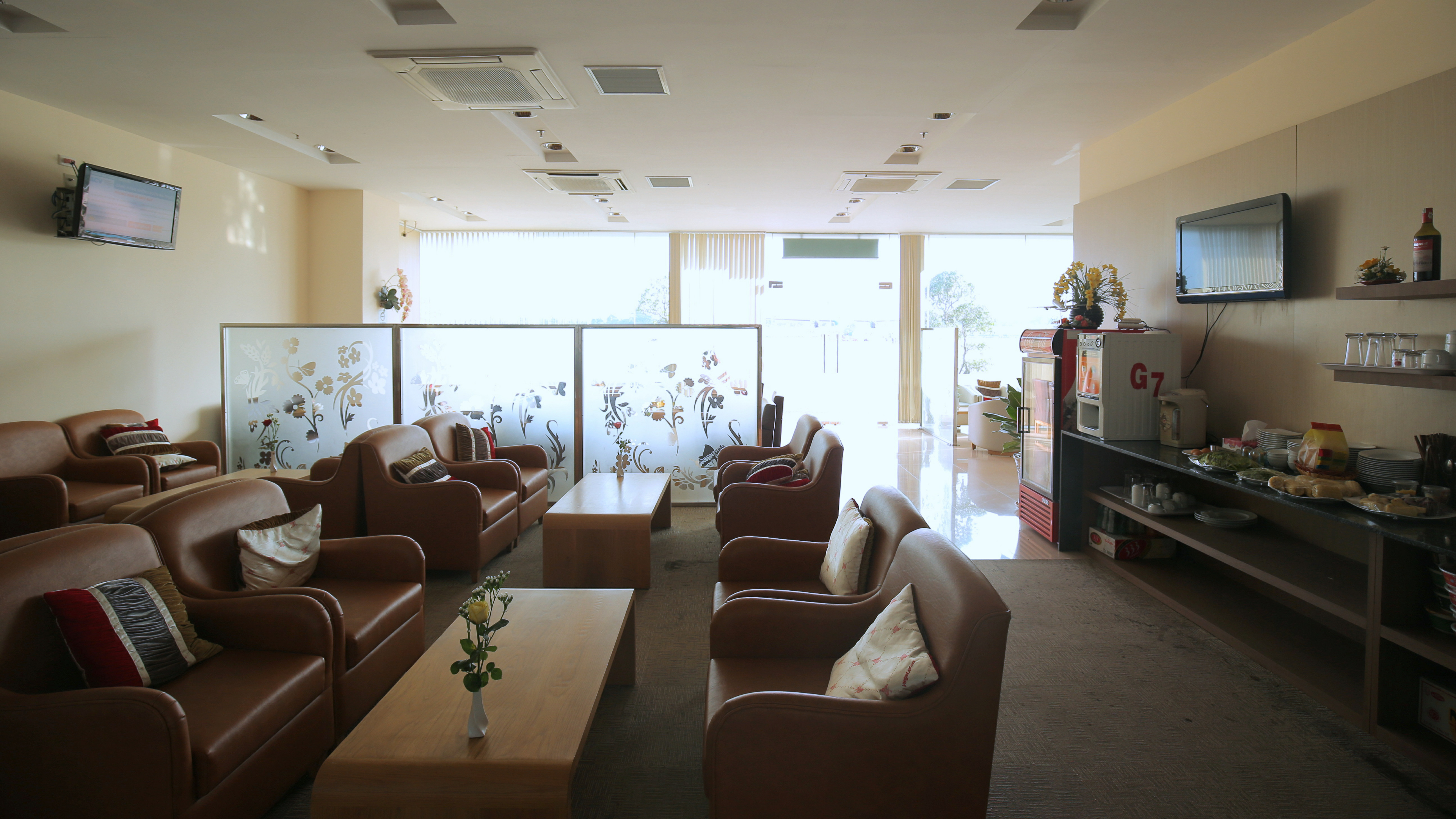
Phòng chờ Hạng Thương gia (Cũ)
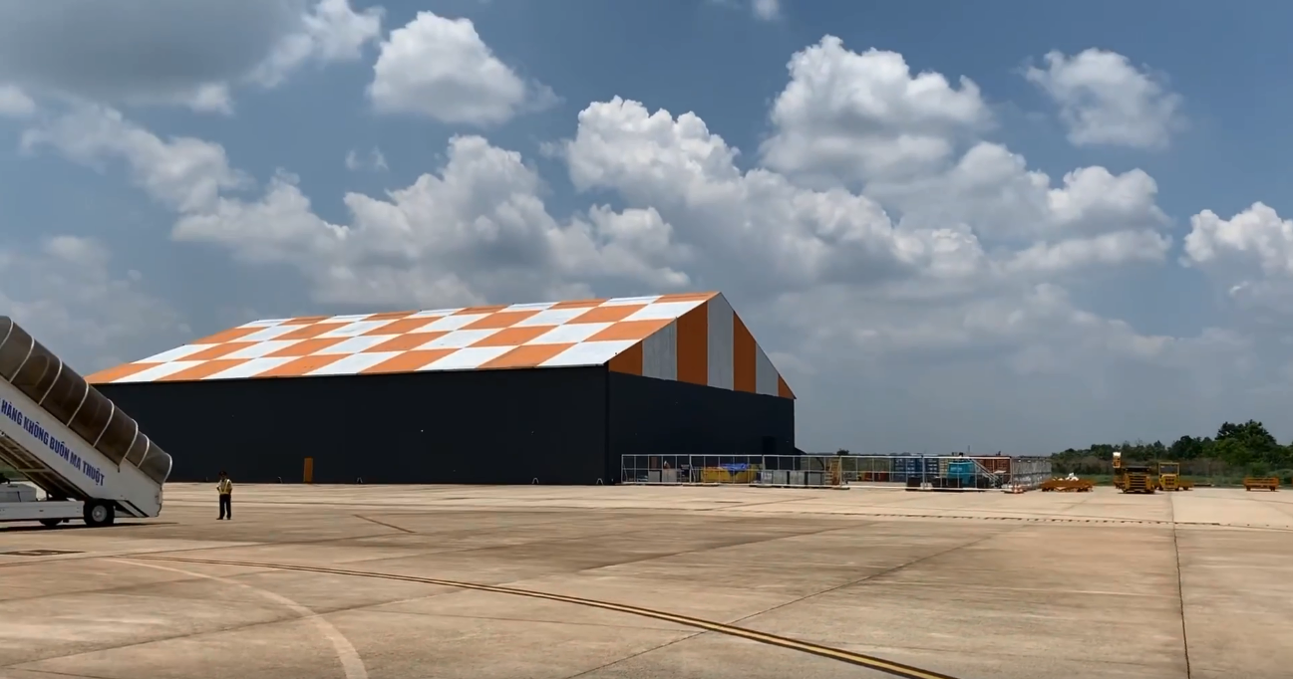
Nhà chứa máy bay (Sự cố VJ356, hiện đã được tháo dỡ)
Khu vực làm thủ tụcKhu vực làm thủ tục
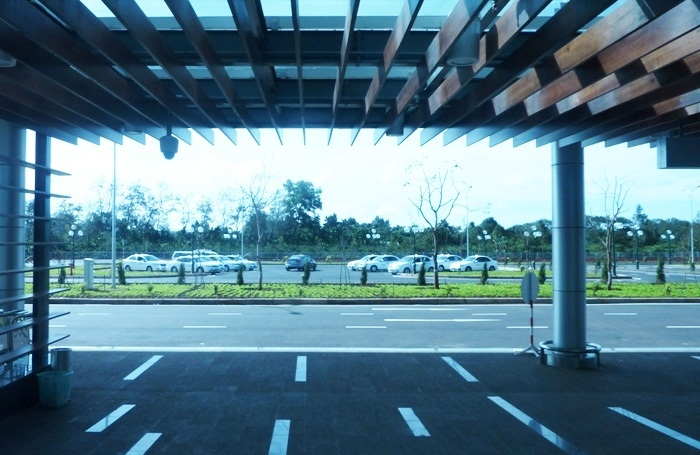
Mặt trước nhà ga
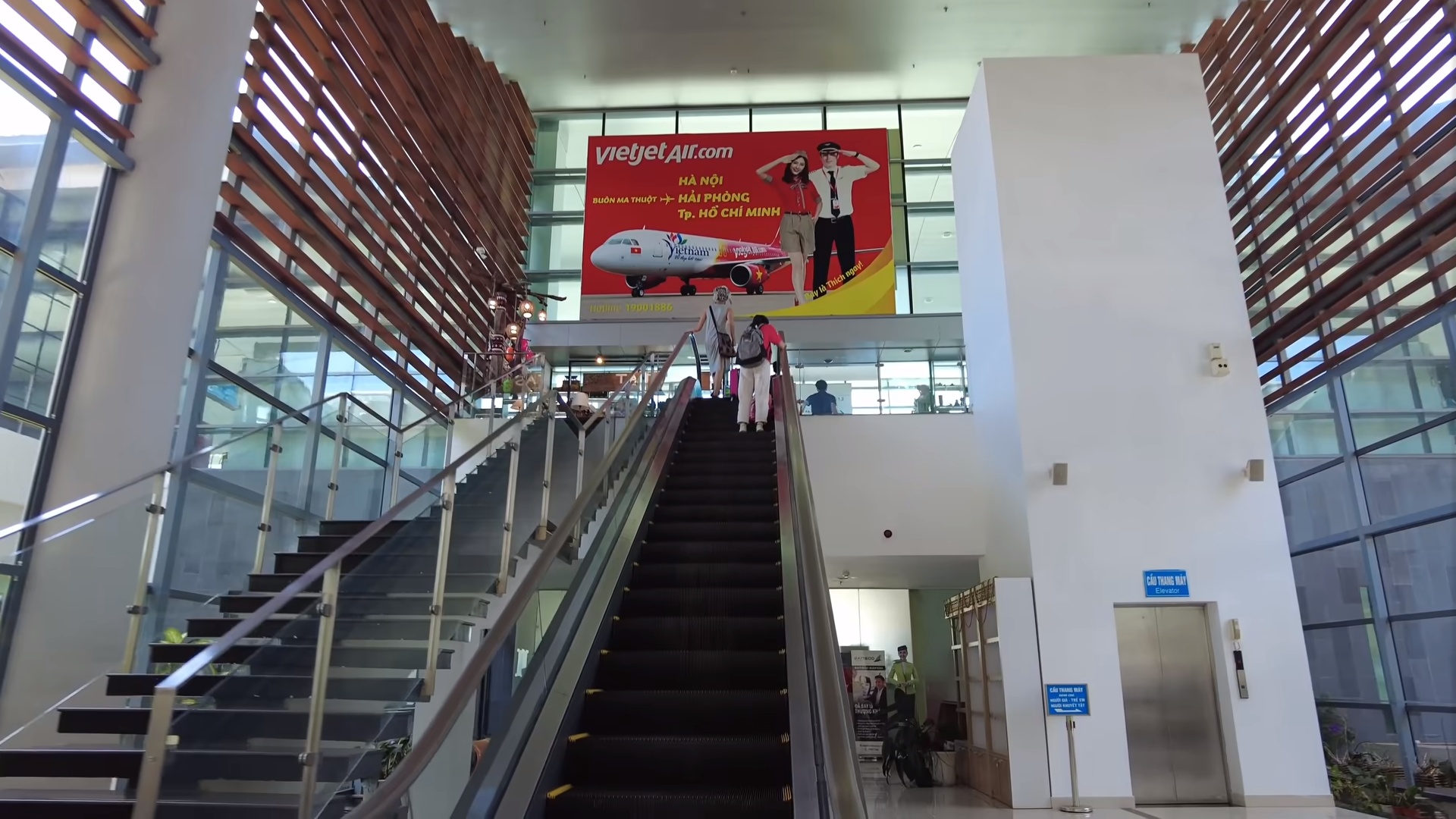
Lối lên sảnh chờ máy bay
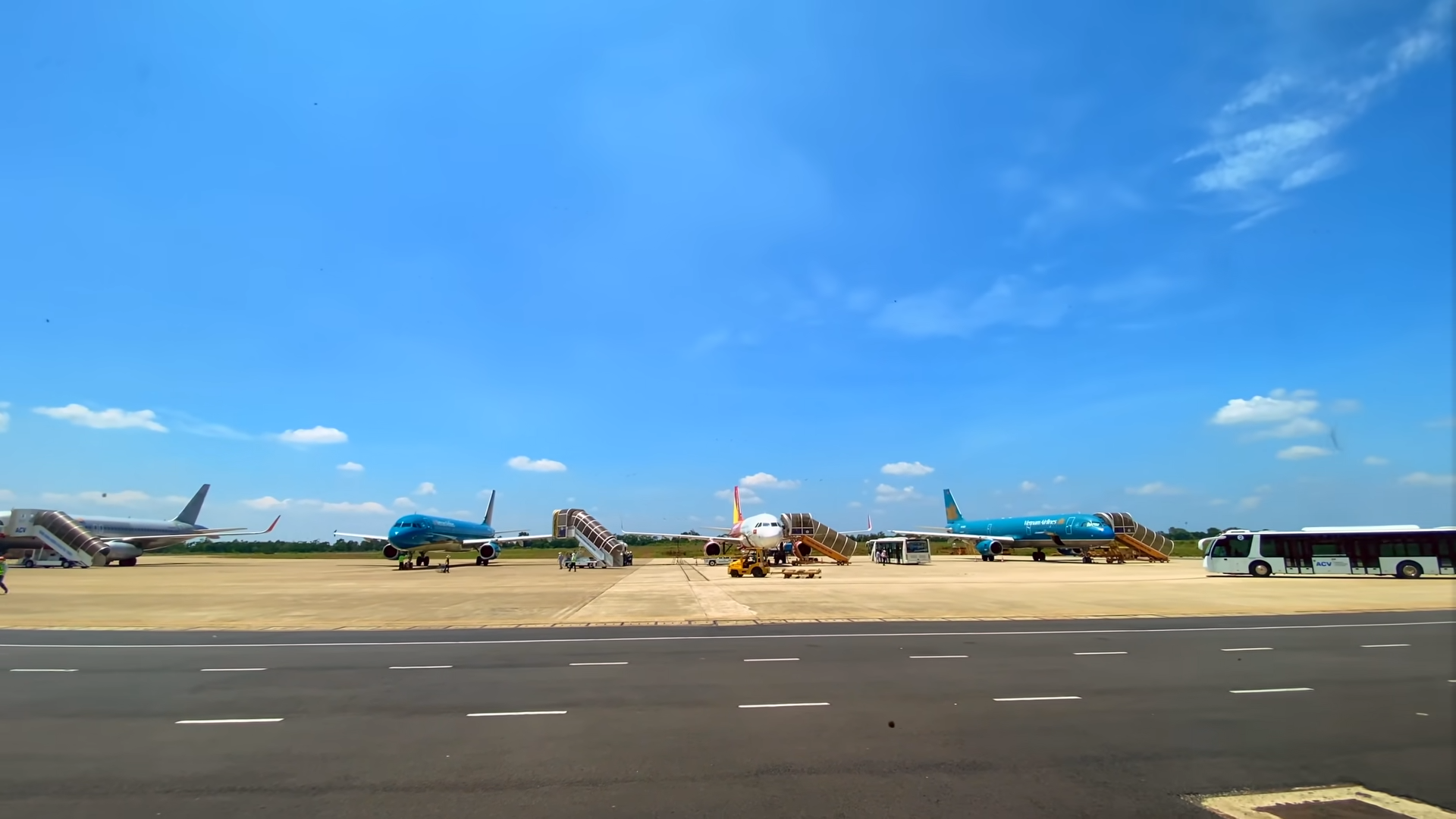
Sân đỗ máy bay